# Araneus providens
Araneus providens este o specie de păianjeni din genul Araneus, familia Araneidae, descrisă de Kulczynski, 1911. Conform Catalogue of Life specia Araneus providens nu are subspecii cunoscute.